# 柿沼博彦
柿沼 博彦（かきぬま ひろひこ、1943年3月 - ）は、日本の技術者・実業家。元会社経営者。

## 人物
栃木県田沼町（現佐野市）出身。イチゴ農家の家庭に生まれ、少年時代は竹細工に傾倒、栃木県立佐野高等学校を経て群馬大学工学部へ進学するも、中学時代の担任が語っていた北海道への思いに憧れる形で半年で中退し北海道大学へと移る。
北海道大学工学部、北海道大学大学院工学研究科電子工学専攻修士課程修了。1969年国鉄入社。改札業務や苗穂工場を経て1973年に大井工場、1975年に本社車両設計事務所に配属し東北新幹線車両の設計に携わった後1981年には主任技師となり「サロンエクスプレス東京」などを手掛けた後、国鉄分割民営化を控えた1986年に再度苗穂工場に赴任。
1987年の北海道旅客鉄道発足時には運用車両課長となり、1996年6月に取締役鉄道事業副本部長・運輸部長、1997年に常務、2000年6月に専務、2005年6月から代表取締役副社長（技術開発担当）を務めた後、2013年6月まで代表取締役会長だった。その後特別顧問・技監に就任。2014年4月より道都大学美術学部客員教授に就任した。
デュアル・モード・ビークル（DMV）の開発指揮者として有名である。他にキハ281系を始めとした耐寒型の振り子式ディーゼル特急車両、フラノエクスプレスからノースレインボーエクスプレスまでのリゾート特急開発、721系電車を皮切りに取り入れられたIGBTベースの交流回生システムや、キハ201系や261系で実用化され、N700系やFASTECH等にも採用された空気ばねを用いた車体傾斜システムの開発を手がけ、振り子と前述の空気ばねを組み合わせたハイブリッド車体傾斜システムにも携わった。
2001年には回生システムの開発により、文部科学大臣賞（科学技術功労者）を受賞している。
2005年4月には、紫綬褒章を受章した。